# Heptacodium miconioides
Heptacodium miconioides är en kaprifolväxtart som beskrevs av Alfred Rehder. Heptacodium miconioides ingår i släktet Heptacodium och familjen kaprifolväxter. Inga underarter finns listade i Catalogue of Life.

## Bildgalleri

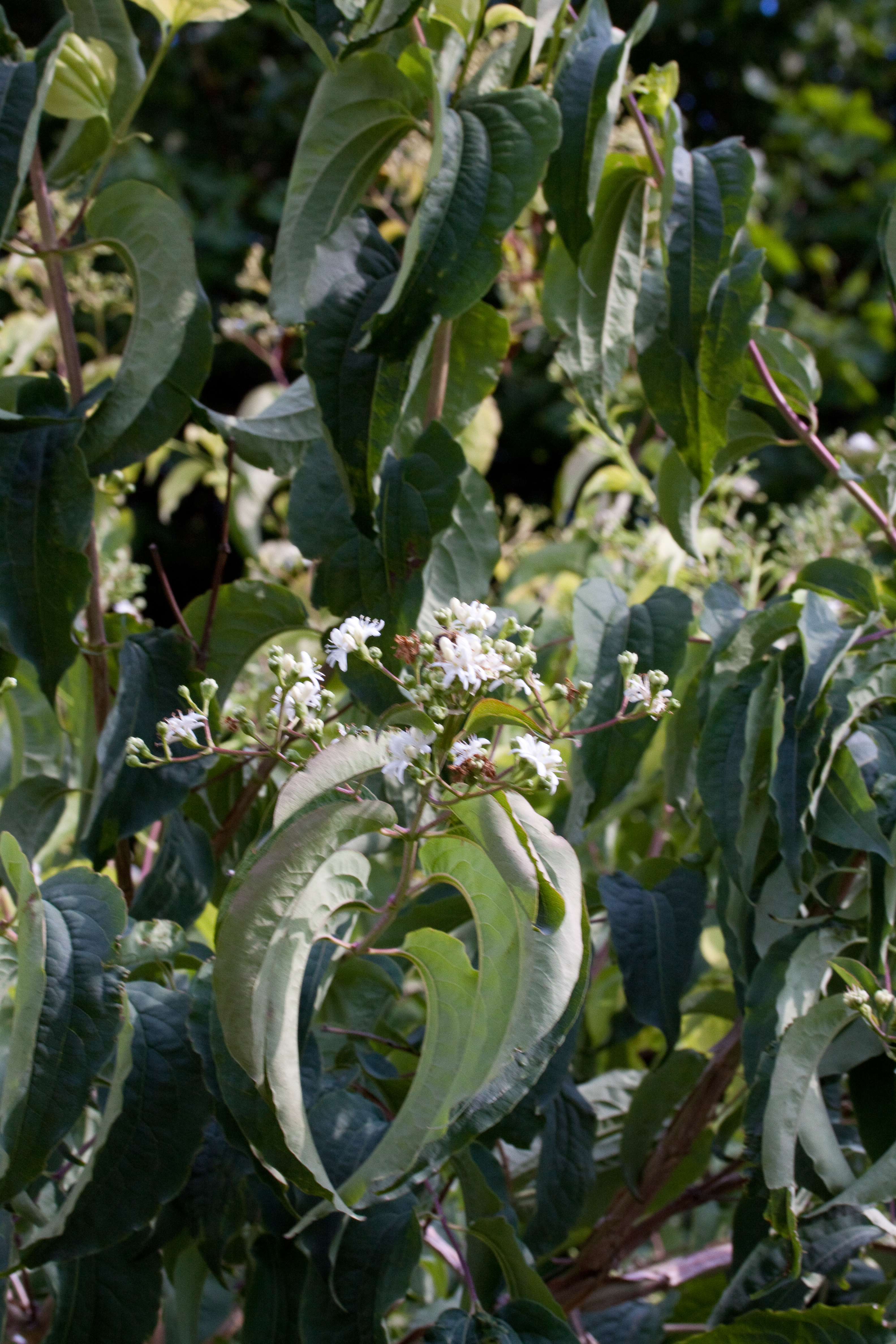
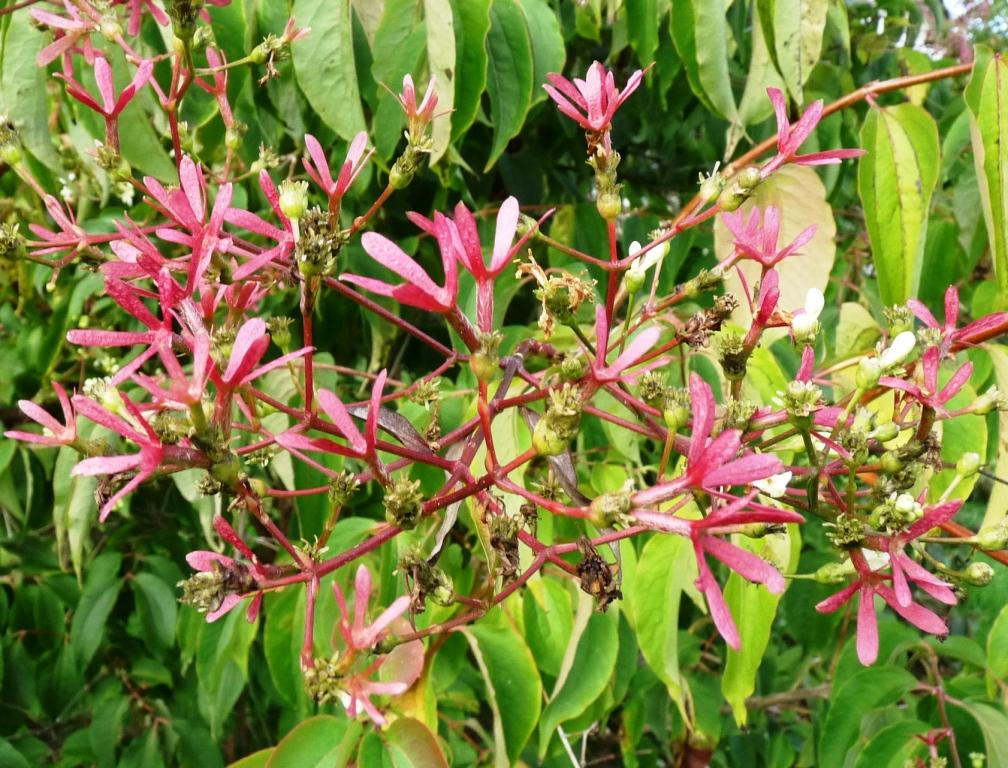
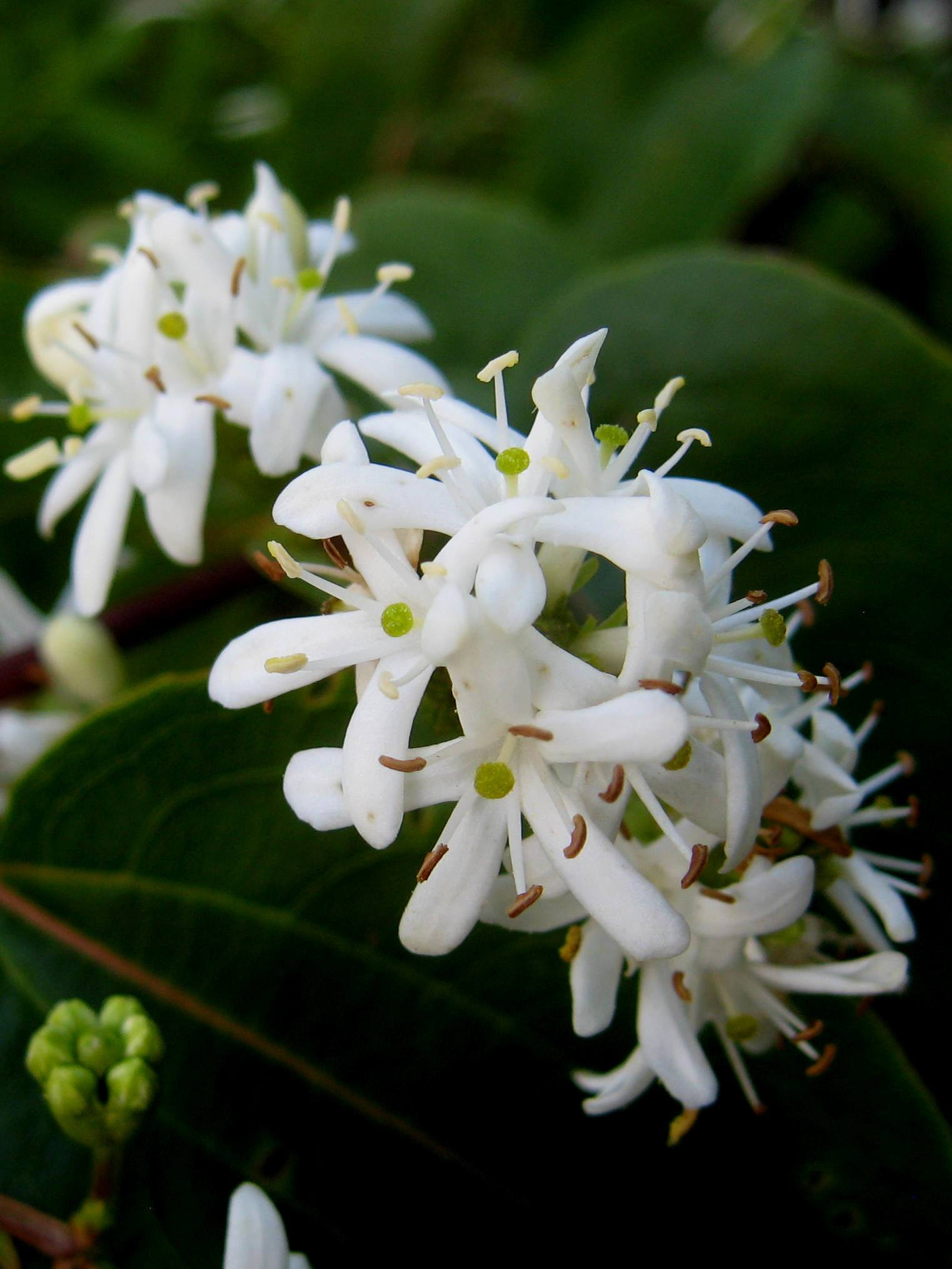
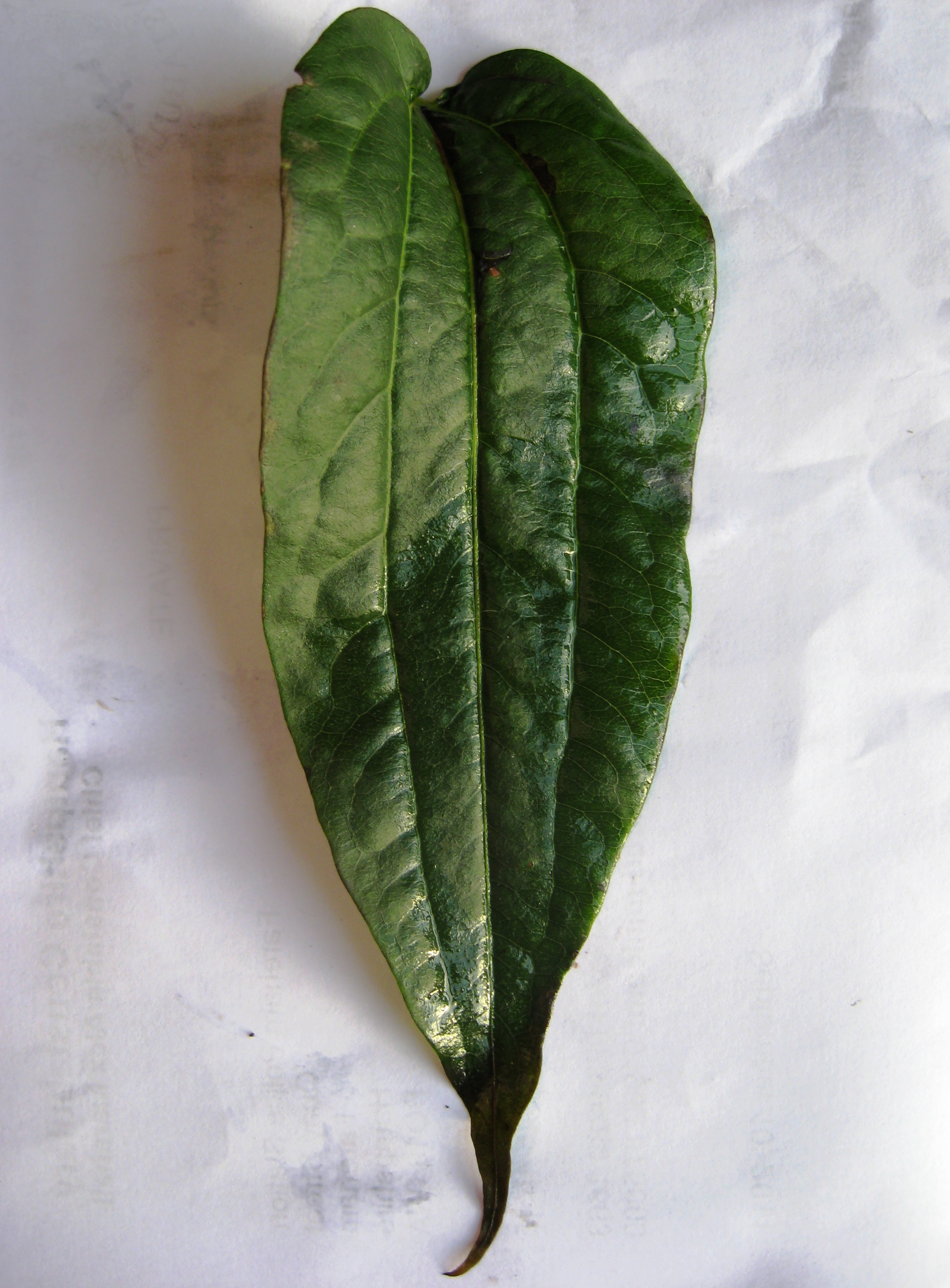
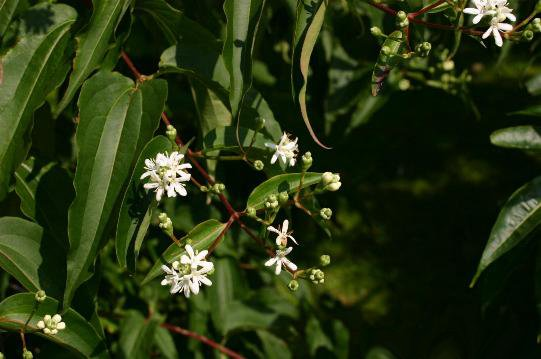